# ورژ خچومیان
ورژ خچومیان بازیکن فوتبال بازنشسته در پست هافبک ارمنی‌تبار اهل ایران است که در جام تخت جمشید بازی کرد.

## باشگاهی
از باشگاه‌هایی که در توپ زده‌است می‌توان آرارات تهران را اشاره کرد.